# Liga de Campeones de Baloncesto 2019-20
La Liga de Campeones de Baloncesto 2019-20 (en inglés Basketball Champions League) es la cuarta edición del torneo a nivel de clubes e instituciones del baloncesto europeo gestionada por FIBA. La competición comenzó el 17 de septiembre de 2019 con las rondas clasificatorias y originalmente tenía prevista su finalización el 3 de mayo de 2020, sus encuentros estuvieron suspendidos desde marzo hasta principios de octubre de 2020.

## Equipos clasificados
Nota: se excluirán los equipos que tengan plaza en la Euroleague y Eurocup.
| Fase de grupos                | Fase de grupos            | Fase de grupos                   | Fase de grupos           |
| ----------------------------- | ------------------------- | -------------------------------- | ------------------------ |
| Gaziantep (5º)                | SIG Strasbourg (6º)       | Iberostar Tenerife (9º)          | Happy Casa Brindisi (5º) |
| Beşiktaş Sompo Sigorta (6º)   | AEK (3º)                  | Rasta Vechta (4º)                | Filou Oostende (1º)      |
| Türk Telekom (7º)             | Peristeri (4º)            | Brose Bamberg (5º)               | ERA Nymburk (1º)         |
| Teksüt Bandırma (8º)          | PAOK (5º)                 | Hapoel Bank Yahav Jerusalem (3º) | VEF Rīga (1º)            |
| JDA Dijon (3º)                | Casademont Zaragoza (4º)  | Unet Holon (5º)                  | Neptūnas Klaipėda (3º)   |
| Pau-Lacq-Orthez (5º)          | Baxi Manresa (8º)         | Dinamo SassariCEF (2º)           | Anwil Włocławek (1º)     |
| Segunda fase de clasificación |                           |                                  |                          |
| Telenet Giants Antwerp (2º)   | Telekom Baskets Bonn (7º) | Lietkabelis (4º)                 | Polski Cukier Toruń (2º) |
| San Pablo Burgos (11º)        | Ventspils (2º)            | Mornar (2º)                      | Nizhny Novgorod (8º)     |
| Primera fase de clasificación |                           |                                  |                          |
| ECE Bulls Kapfenberg (1º)     | Bakken Bears (1º)         | Donar (2º)                       | Inter Bratislava (1º)    |
| Tsmoki Minsk (1º)             | Karhu (1º)                | Legia (8º)                       | Södertälje Kings (1º)    |
| Balkan (1º)                   | Falco (1º)                | Benfica (2º)                     | Fribourg Olympic (1º)    |
| Keravnos (1º)                 | Z-Mobile Prishtina (1º)   | Oradea (1º)                      | Kiev Basket (2º)         |

Notas
- Los números entre paréntesis representan las posiciones de los equipos en sus respectivas ligas domésticas.
- Se indica con (C) el actual campeón de la competición.
- Se indica con (CEF) el actual campeón de la Copa Europea de la FIBA.

### Arbitraje
Los árbitros de cada partido fueron designados por una comisión creada para tal objetivo e integrada por representantes de la FIBA. En la temporada 2019/20, los 71 colegiados de la categoría serán los siguientes:
- Beniamino Attard
- Andris Aunkrogers
- Kerem Baki
- Lorenzo Baldini
- Sergey Beliakov
- Thomas Bissuel
- Steve Bittner
- Fernando Calatrava Cuevas
- Janusz Calik
- Luis Miguel Castillo Larroca
- Gentian Cici
- Marius Ciulin
- Antonio Conde Ruiz
- Alexey Davydov
- Alexandre Deman
- Pavel Fuska
- Gvidas Gedvilas
- Aleksandar Glišić
- Valerio Grigioni
- Erez Gurion
- Martin Horozov
- Petr Hruša
- Geert Jacobs
- Tomas Jasevičius
- Vladimir Jevtović
- Jasmina Juras
- Apostolos Kalpakas
- Mehmet Karabilecen
- Kristaps Konstantinovs
- Ilias Kounelles
- Martins Kozlovskis
- Boris Krejić
- Marek Kukelčík
- Saverio Lanzarini
- Wojciech Liszka
- Oskars Lucis
- Vilius Maciulaitis
- Gintaras Mačiulis
- Nicolas Maestre
- Anastasios Manos
- Sasa Maričić
- Ivor Matějek
- Manuel Mazzoni
- Ivan Milicevic
- Igor Mitrovski
- Valentin Oliot
- Georgios Poursanidis
- Michał Proc
- Yohan Rosso
- Zdravko Rutešić
- Mehmet Şahin
- Tolga Sahin
- Gatis Salins
- Ville Selkee
- Andrei Sharapa
- Goran Sljivić
- Carsten Straube
- Tanel Suslov
- Zdenko Tomašovič
- Ventsislav Velikov
- Eddie Viator
- Gintaras Vitkauskas
- Radomir Vojinović
- Martin Vulić
- Özlem Yalman
- Yener Yılmaz
- Zafer Yilmaz
- Dariusz Zapolski
- Sergiy Zashchuk
- Blaž Zupančič
- Ademir Zurapović

## Calendario de partidos y sorteos
El calendario de la competición es el siguiente (Todos los sorteos se efectuarán en la sede de la FIBA en Mies, Suiza, a menos que se diga lo contrario):
| Fase                   | Ronda                       | Día del sorteo         | Primera vuelta                   | Segunda vuelta             | Tercera vuelta             |
| ---------------------- | --------------------------- | ---------------------- | -------------------------------- | -------------------------- | -------------------------- |
| Rondas clasificatorias | Primera fase clasificatoria | 4 de julio de 2019     | 17 de septiembre de 2019         | 20 de septiembre de 2019   | —                          |
| Rondas clasificatorias | Segunda fase clasificatoria | 4 de julio de 2019     | 26 de septiembre de 2019         | 29 de septiembre de 2019   | —                          |
| Fase de grupos         | Jornada 1                   | 4 de julio de 2019     | 15-16 de octubre de 2019         | 15-16 de octubre de 2019   | 15-16 de octubre de 2019   |
| Fase de grupos         | Jornada 2                   | 4 de julio de 2019     | 22-23 de octubre de 2019         | 22-23 de octubre de 2019   | 22-23 de octubre de 2019   |
| Fase de grupos         | Jornada 3                   | 4 de julio de 2019     | 29-30 de octubre de 2019         | 29-30 de octubre de 2019   | 29-30 de octubre de 2019   |
| Fase de grupos         | Jornada 4                   | 4 de julio de 2019     | 5-6 de noviembre de 2019         | 5-6 de noviembre de 2019   | 5-6 de noviembre de 2019   |
| Fase de grupos         | Jornada 5                   | 4 de julio de 2019     | 12-13 de noviembre de 2019       | 12-13 de noviembre de 2019 | 12-13 de noviembre de 2019 |
| Fase de grupos         | Jornada 6                   | 4 de julio de 2019     | 19-20 de noviembre de 2019       | 19-20 de noviembre de 2019 | 19-20 de noviembre de 2019 |
| Fase de grupos         | Jornada 7                   | 4 de julio de 2019     | 3-4 de diciembre de 2019         | 3-4 de diciembre de 2019   | 3-4 de diciembre de 2019   |
| Fase de grupos         | Jornada 8                   | 4 de julio de 2019     | 10-11 de diciembre de 2019       | 10-11 de diciembre de 2019 | 10-11 de diciembre de 2019 |
| Fase de grupos         | Jornada 9                   | 4 de julio de 2019     | 17-18 de diciembre de 2019       | 17-18 de diciembre de 2019 | 17-18 de diciembre de 2019 |
| Fase de grupos         | Jornada 10                  | 4 de julio de 2019     | 7-8 de enero de 2020             | 7-8 de enero de 2020       | 7-8 de enero de 2020       |
| Fase de grupos         | Jornada 11                  | 4 de julio de 2019     | 14-15 de enero de 2020           | 14-15 de enero de 2020     | 14-15 de enero de 2020     |
| Fase de grupos         | Jornada 12                  | 4 de julio de 2019     | 21-22 de enero de 2020           | 21-22 de enero de 2020     | 21-22 de enero de 2020     |
| Fase de grupos         | Jornada 13                  | 4 de julio de 2019     | 28-29 de enero de 2020           | 28-29 de enero de 2020     | 28-29 de enero de 2020     |
| Fase de grupos         | Jornada 14                  | 4 de julio de 2019     | 4-5 de febrero de 2020           | 4-5 de febrero de 2020     | 4-5 de febrero de 2020     |
| Play-offs              | Octavos de final            |                        | 3-4 de marzo de 2020             | 10-11 de marzo de 2020     | 17-18 de marzo de 2020     |
| Play-offs              | Cuartos de final            | 24-25 de marzo de 2020 | 31 de marzo - 1 de abril de 2020 | 7-8 de abril de 2020       |                            |
| Final Four             | Semifinales                 |                        | 1 de mayo de 2020                | 1 de mayo de 2020          | 1 de mayo de 2020          |
| Final Four             | Final                       | 3 de mayo de 2020      | 3 de mayo de 2020                | 3 de mayo de 2020          |                            |

## Fases previas
El sorteo para las fase previas fue el 4 de julio de 2019.
En las fases clasificatorias, los equipos son divididos en cabezas y no cabezas de serie, con base en los coeficientes de club, luego son sorteadas las eliminatorias de ida y vuelta. Los equipos del mismo país no puedes ser emparejados entre sí. Los perdedores acceden a la fase regular de la Copa Europea de la FIBA 2019-20.
Los equipos en la segunda columna son aquellos que definen la serie como local.

### Primera fase de clasificación
Un total de 16 equipos jugaron la primera fase. La ida se jugó el 17 de septiembre y la vuelta el 20 de septiembre de 2019.
| Equipo 1             | Agr.    | Equipo 2         | Ida   | Vuelta |
| -------------------- | ------- | ---------------- | ----- | ------ |
| Inter Bratislava     | 132–156 | Fribourg Olympic | 82–67 | 50–89  |
| Karhu                | 160–154 | Tsmoki Minsk     | 93–86 | 67–68  |
| Södertälje Kings     | 153–146 | Balkan           | 79–64 | 74–82  |
| ECE Bulls Kapfenberg | 129–139 | Kyiv Basket      | 66–66 | 63–73  |
| Falco                | 161–158 | Oradea           | 71–62 | 90–96  |
| Z-Mobile Prishtina   | 162–166 | Legia            | 79–81 | 83–85  |
| Benfica              | 161–141 | Donar            | 95–65 | 66–76  |
| Keravnos             | 180–164 | Bakken Bears     | 86–95 | 94–69  |

### Segunda fase de clasificación
Un total de 16 equipos jugaron la segunda fase. La ida se jugó el 26 de septiembre y la vuelta el 29 y 30 de septiembre de 2019.
| Equipo 1         | Agr.    | Equipo 2               | Ida   | Vuelta |
| ---------------- | ------- | ---------------------- | ----- | ------ |
| Keravnos         | 137–148 | Lietkabelis            | 55–71 | 82–77  |
| Benfica          | 150–167 | Mornar                 | 68–96 | 82–71  |
| Karhu            | 151–152 | Polski Cukier Toruń    | 93–82 | 58–70  |
| Falco            | 148–124 | Ventspils              | 75–69 | 73–65  |
| Södertälje Kings | 133–150 | Telenet Giants Antwerp | 60–82 | 73–68  |
| Kiev Basket      | 145–182 | San Pablo Burgos       | 83–86 | 62–96  |
| Legia            | 124–152 | Nizhny Novgorod        | 61–74 | 63–78  |
| Fribourg Olympic | 138–160 | Telekom Baskets Bonn   | 66–80 | 72–80  |

## Fase de grupos
El sorteo de la fase regular se realizó el 4 de julio de 2019.
Los 32 equipos fueron sorteados en cuatro grupos de ocho, con la restricción de que los equipos del mismo país no podían enfrentarse entre sí. En cada grupo, los equipos juegan todos contra todos en un formato de liga de ida y vuelta. Los ganadores de grupo, los segundos, los terceros y los cuartos avanzan a los Playoffs.

### Grupo A
| Pos. | Equipo                  | PJ | G  | P  | PF   | PC   | DP   | Pts | Clasificación          |       | TTE    | DIN   | OOS   | LIE     | MAN     | HOL    | SIG   | TOR     |
| ---- | ----------------------- | -- | -- | -- | ---- | ---- | ---- | --- | ---------------------- | ----- | ------ | ----- | ----- | ------- | ------- | ------ | ----- | ------- |
| 1    | Türk Telekom (Q)        | 14 | 11 | 3  | 1173 | 1075 | +98  | 25  | Avanzan a los Playoffs |       | —      | 64–56 | 72–66 | 92–83   | 78–72   | 85–71  | 75–83 | 100–87  |
| 2    | Dinamo Sassari (Q)      | 14 | 11 | 3  | 1181 | 1088 | +93  | 25  | Avanzan a los Playoffs |       | 92–89  | —     | 90–71 | 79–78   | 73–74   | 83–73  | 90–67 | 91–71   |
| 3    | Filou Oostende (Q)      | 14 | 8  | 6  | 1059 | 1085 | −26  | 22  | Avanzan a los Playoffs |       | 67–85  | 88–82 | —     | 80–66   | 85–72   | 101–86 | 64–71 | 105–103 |
| 4    | Lietkabelis (Q)         | 14 | 7  | 7  | 1079 | 1077 | +2   | 21  | Avanzan a los Playoffs |       | 77–91  | 82–86 | 68–76 | —       | 77–61   | 78–72  | 82–69 | 98–83   |
| 5    | Baxi Manresa (E)        | 14 | 7  | 7  | 1095 | 1069 | +26  | 21  |                        |       | 80–75  | 61–64 | 85–58 | 76–70   | —       | 65–67  | 92–68 | 85–81   |
| 6    | Unet Holon (E)          | 14 | 6  | 8  | 1164 | 1170 | −6   | 20  |                        | 79–82 | 92–94  | 58–59 | 68–69 | 90–88   | —       | 101–94 | 99–86 |         |
| 7    | SIG Strasbourg (E)      | 14 | 4  | 10 | 1082 | 1155 | −73  | 18  |                        | 89–90 | 83–88  | 77–64 | 63–66 | 81–63   | 81–86   | —      | 75–97 |         |
| 8    | Polski Cukier Toruń (E) | 14 | 2  | 12 | 1231 | 1345 | −114 | 16  |                        | 73–95 | 95–113 | 70–75 | 81–85 | 102–121 | 105–122 | 97–81  | —     |         |

 Fuente: Basketball Champions League

### Grupo B
| Pos. | Equipo                          | PJ | G  | P  | PF   | PC   | DP   | Pts | Clasificación          |         | HAP   | AEK    | SPB   | BAN    | VEC   | ANW    | PAU    | ANT   |
| ---- | ------------------------------- | -- | -- | -- | ---- | ---- | ---- | --- | ---------------------- | ------- | ----- | ------ | ----- | ------ | ----- | ------ | ------ | ----- |
| 1    | Hapoel Bank Yahav Jerusalem (Q) | 14 | 11 | 3  | 1254 | 1151 | +103 | 25  | Avanzan a los Playoffs |         | —     | 85–78  | 96–91 | 83–72  | 98–87 | 112–94 | 98–76  | 94–72 |
| 2    | AEK (Q)                         | 14 | 9  | 5  | 1093 | 1039 | +54  | 23  | Avanzan a los Playoffs |         | 91–78 | —      | 74–66 | 84–96  | 75–79 | 83–72  | 102–82 | 62–51 |
| 3    | San Pablo Burgos (Q)            | 14 | 8  | 6  | 1203 | 1132 | +71  | 22  | Avanzan a los Playoffs |         | 91–84 | 93–76  | —     | 92–84  | 87–71 | 110–78 | 78–82  | 90–76 |
| 4    | Teksüt Bandırma (Q)             | 14 | 8  | 6  | 1149 | 1111 | +38  | 22  | Avanzan a los Playoffs |         | 69–73 | 50–68  | 84–81 | —      | 82–70 | 86–87  | 81–66  | 89–81 |
| 5    | Rasta Vechta (E)                | 14 | 6  | 8  | 1135 | 1166 | −31  | 20  |                        |         | 74–83 | 70–81  | 87–93 | 73–81  | —     | 89–76  | 93–86  | 79–72 |
| 6    | Anwil Włocławek (E)             | 14 | 5  | 9  | 1212 | 1279 | −67  | 19  |                        | 102–107 | 77–79 | 100–90 | 84–89 | 103–92 | —     | 95–87  | 80–71  |       |
| 7    | Pau-Lacq-Orthez (E)             | 14 | 5  | 9  | 1087 | 1171 | −84  | 19  |                        | 81–75   | 67–79 | 80–76  | 76–96 | 75–90  | 85–77 | —      | 75–57  |       |
| 8    | Telenet Giants Antwerp (E)      | 14 | 4  | 10 | 1026 | 1110 | −84  | 18  |                        | 73–88   | 73–61 | 60–65  | 93–90 | 74–81  | 99–87 | 74–69  | —      |       |

 Fuente: Basketball Champions League

### Grupo C
| Pos. | Equipo                 | PJ | G  | P  | PF   | PC   | DP   | Pts | Clasificación          |       | NYM   | TFE   | NIZ   | PER   | BRO   | GAZ   | MOR    | VEF   |
| ---- | ---------------------- | -- | -- | -- | ---- | ---- | ---- | --- | ---------------------- | ----- | ----- | ----- | ----- | ----- | ----- | ----- | ------ | ----- |
| 1    | ERA Nymburk (Q)        | 14 | 12 | 2  | 1147 | 1014 | +133 | 26  | Avanzan a los Playoffs |       | —     | 68–78 | 76–72 | 84–72 | 91–71 | 74–72 | 91–74  | 75–56 |
| 2    | Iberostar Tenerife (Q) | 14 | 11 | 3  | 1134 | 973  | +161 | 25  | Avanzan a los Playoffs |       | 84–89 | —     | 81–67 | 72–68 | 82–64 | 69–67 | 91–61  | 92–59 |
| 3    | Nizhny Novgorod (Q)    | 14 | 9  | 5  | 1073 | 1042 | +31  | 23  | Avanzan a los Playoffs |       | 73–82 | 75–72 | —     | 82–76 | 76–75 | 89–64 | 89–69  | 80–78 |
| 4    | Peristeri (Q)          | 14 | 8  | 6  | 1027 | 1026 | +1   | 22  | Avanzan a los Playoffs |       | 75–65 | 54–80 | 71–74 | —     | 78–75 | 87–79 | 72–67  | 91–83 |
| 5    | Brose Bamberg (E)      | 14 | 7  | 7  | 1076 | 1057 | +19  | 21  |                        |       | 80–84 | 98–96 | 58–73 | 72–69 | —     | 86–81 | 81–76  | 91–53 |
| 6    | Gaziantep (E)          | 14 | 4  | 10 | 1040 | 1117 | −77  | 18  |                        | 69–79 | 65–88 | 79–76 | 64–70 | 66–76 | —     | 86–79 | 86–79  |       |
| 7    | Mornar (E)             | 14 | 4  | 10 | 1059 | 1157 | −98  | 18  |                        | 66–98 | 74–81 | 87–66 | 65–73 | 77–73 | 84–77 | —     | 106–99 |       |
| 8    | VEF Rīga (E)           | 14 | 1  | 13 | 997  | 1167 | −170 | 15  |                        | 72–91 | 64–68 | 74–81 | 64–71 | 55–76 | 81–85 | 80–74 | —      |       |

 Fuente: Basketball Champions League

### Grupo D
| Pos. | Equipo                     | PJ | G  | P | PF   | PC   | DP  | Pts | Clasificación          |       | ZAR    | JDA    | BON   | BJK   | FAL   | NEP   | PAOK  | BRI    |
| ---- | -------------------------- | -- | -- | - | ---- | ---- | --- | --- | ---------------------- | ----- | ------ | ------ | ----- | ----- | ----- | ----- | ----- | ------ |
| 1    | Casademont Zaragoza (Q)    | 14 | 10 | 4 | 1136 | 1094 | +42 | 24  | Avanzan a los Playoffs |       | —      | 75–60  | 72–77 | 80–73 | 70–69 | 86–70 | 86–76 | 96–93  |
| 2    | JDA Dijon (Q)              | 14 | 9  | 5 | 1159 | 1069 | +90 | 23  | Avanzan a los Playoffs |       | 73–105 | —      | 66–78 | 88–47 | 87–68 | 92–71 | 81–76 | 95–79  |
| 3    | Telekom Baskets Bonn (Q)   | 14 | 8  | 6 | 1143 | 1146 | −3  | 22  | Avanzan a los Playoffs |       | 85–71  | 83–72  | —     | 86–82 | 91–77 | 97–85 | 83–85 | 101–93 |
| 4    | Beşiktaş Sompo Sigorta (Q) | 14 | 7  | 7 | 1068 | 1079 | −11 | 21  | Avanzan a los Playoffs |       | 73–74  | 65–98  | 80–76 | —     | 74–49 | 76–69 | 98–83 | 96–67  |
| 5    | Falco (E)                  | 14 | 6  | 8 | 1115 | 1109 | +6  | 20  |                        |       | 70–77  | 82–81  | 91–59 | 79–83 | —     | 97–73 | 76–66 | 93–83  |
| 6    | Neptūnas Klaipėda (E)      | 14 | 6  | 8 | 1137 | 1166 | −29 | 20  |                        | 91–73 | 75–89  | 93–68  | 86–80 | 87–83 | —     | 80–86 | 81–71 |        |
| 7    | PAOK (E)                   | 14 | 5  | 9 | 1143 | 1186 | −43 | 19  |                        | 93–78 | 77–84  | 103–84 | 60–69 | 80–89 | 72–94 | —     | 95–91 |        |
| 8    | Happy Casa Brindisi (E)    | 14 | 5  | 9 | 1203 | 1255 | −52 | 19  |                        | 91–93 | 88–93  | 76–75  | 84–72 | 98–92 | 96–82 | 93–91 | —     |        |

 Fuente: Basketball Champions League

## Playoffs
En los Playoffs, los equipos se enfrentan entre sí en un conjunto de eliminatorias de ida y vuelta, excepto en la Final a ocho (a un solo partido). En el sorteo, los ganadores de grupo y los segundos son considerados cabezas de serie y los terceros y cuartos son considerados no cabezas de serie. Los cabezas de serie se enfrentaran a los equipos no cabezas de serie, jugándose la vuelta en el campo de equipo cabeza de serie. Los equipos del mismo grupo o del mismo país no pueden ser agrupados en una misma eliminatoria. El equipo que terminó en mejor colocación jugará el segundo de los juegos de la serie en casa (L).
|  | Octavos de final | Octavos de final            | Octavos de final   |                             |                             | Cuartos de final | Cuartos de final    | Cuartos de final    |    |  | Semifinales | Semifinales      | Semifinales      |              |              | Final               | Final               | Final |  |
|  |                  |                             |                    |                             |                             |                  |                     |                     |    |  |             |                  |                  |              |              |                     |                     |       |  |
|  |                  |                             |                    |                             |                             |                  |                     |                     |    |  |             |                  |                  |              |              |                     |                     |       |  |
|  | L                | Casademont Zaragoza         | 2                  |                             |                             |                  |                     |                     |    |  |             |                  |                  |              |              |                     |                     |       |  |
|  | L                | Casademont Zaragoza         | 2                  |                             |                             |                  |                     |                     |    |  |             |                  |                  |              |              |                     |                     |       |  |
|  |                  | Lietkabelis                 | 0                  |                             |                             |                  |                     |                     |    |  |             |                  |                  |              |              |                     |                     |       |  |
|  |                  | Lietkabelis                 | 0                  | Casademont Zaragoza         | Casademont Zaragoza         | 87               |                     |                     |    |  |             |                  |                  |              |              |                     |                     |       |  |
|  |                  |                             |                    | Casademont Zaragoza         | Casademont Zaragoza         | 87               |                     |                     |    |  |             |                  |                  |              |              |                     |                     |       |  |
|  |                  |                             | Iberostar Tenerife | Iberostar Tenerife          | 81                          |                  |                     |                     |    |  |             |                  |                  |              |              |                     |                     |       |  |
|  | L                | Iberostar Tenerife          | Iberostar Tenerife | Iberostar Tenerife          | 81                          | 2                |                     |                     |    |  |             |                  |                  |              |              |                     |                     |       |  |
|  | L                | Iberostar Tenerife          |                    |                             |                             |                  |                     |                     |    |  |             |                  |                  |              |              |                     |                     |       |  |
|  |                  | Filou Oostende              | 1                  |                             |                             |                  |                     |                     |    |  |             |                  |                  |              |              |                     |                     |       |  |
|  |                  |                             |                    |                             |                             |                  | Casademont Zaragoza | Casademont Zaragoza | 75 |  |             |                  |                  |              |              |                     |                     |       |  |
|  |                  |                             |                    |                             |                             |                  |                     |                     | 75 |  |             |                  |                  |              |              |                     |                     |       |  |
|  |                  |                             | AEK Athens         | AEK Athens                  | 99                          |                  |                     |                     |    |  |             |                  |                  |              |              |                     |                     |       |  |
|  | L                | ERA Nymburk                 | AEK Athens         | AEK Athens                  | 99                          | 2                |                     |                     |    |  |             |                  |                  |              |              |                     |                     |       |  |
|  | L                | ERA Nymburk                 |                    |                             |                             |                  |                     |                     |    |  |             |                  |                  |              |              |                     |                     |       |  |
|  |                  | Teksüt Bandırma             | 0                  |                             |                             |                  |                     |                     |    |  |             |                  |                  |              |              |                     |                     |       |  |
|  |                  | Teksüt Bandırma             | 0                  | ERA Nymburk                 | ERA Nymburk                 | 82               |                     |                     |    |  |             |                  |                  |              |              |                     |                     |       |  |
|  |                  |                             |                    | ERA Nymburk                 | ERA Nymburk                 | 82               |                     |                     |    |  |             |                  |                  |              |              |                     |                     |       |  |
|  |                  |                             | AEK Athens         | AEK Athens                  | 94                          |                  |                     |                     |    |  |             |                  |                  |              |              |                     |                     |       |  |
|  | L                | AEK Athens                  | AEK Athens         | AEK Athens                  | 94                          | 2                |                     |                     |    |  |             |                  |                  |              |              |                     |                     |       |  |
|  | L                | AEK Athens                  |                    |                             |                             |                  |                     |                     |    |  |             |                  |                  |              |              |                     |                     |       |  |
|  |                  | Telekom Baskets Bonn        | 0                  |                             |                             |                  |                     |                     |    |  |             |                  |                  |              |              |                     |                     |       |  |
|  |                  |                             |                    |                             |                             |                  |                     |                     |    |  |             | San Pablo Burgos | San Pablo Burgos | 85           |              |                     |                     |       |  |
|  |                  |                             |                    |                             |                             |                  |                     |                     |    |  |             |                  |                  | 85           |              |                     |                     |       |  |
|  |                  |                             | AEK Athens         | AEK Athens                  | 74                          |                  |                     |                     |    |  |             |                  |                  |              |              |                     |                     |       |  |
|  | L                | Türk Telekom                | AEK Athens         | AEK Athens                  | 74                          | 2                |                     |                     |    |  |             |                  |                  |              |              |                     |                     |       |  |
|  | L                | Türk Telekom                |                    |                             |                             |                  |                     |                     |    |  |             |                  |                  |              |              |                     |                     |       |  |
|  |                  | Beşiktaş Sompo Sigorta      | 0                  |                             |                             |                  |                     |                     |    |  |             |                  |                  |              |              |                     |                     |       |  |
|  |                  | Beşiktaş Sompo Sigorta      | 0                  | Türk Telekom                | Türk Telekom                | 82               |                     |                     |    |  |             |                  |                  |              |              |                     |                     |       |  |
|  |                  |                             |                    | Türk Telekom                | Türk Telekom                | 82               |                     |                     |    |  |             |                  |                  |              |              |                     |                     |       |  |
|  |                  |                             | JDA Dijon          | JDA Dijon                   | 83                          |                  |                     |                     |    |  |             |                  |                  |              |              |                     |                     |       |  |
|  | L                | JDA Dijon                   | JDA Dijon          | JDA Dijon                   | 83                          | 2                |                     |                     |    |  |             |                  |                  |              |              |                     |                     |       |  |
|  | L                | JDA Dijon                   |                    |                             |                             |                  |                     |                     |    |  |             |                  |                  |              |              |                     |                     |       |  |
|  |                  | Nizhny Novgorod             | 1                  |                             |                             |                  |                     |                     |    |  |             |                  |                  |              |              |                     |                     |       |  |
|  |                  |                             |                    |                             |                             |                  | JDA Dijon           | JDA Dijon           | 67 |  |             |                  |                  |              |              |                     |                     |       |  |
|  |                  |                             |                    |                             |                             |                  |                     |                     | 67 |  |             |                  |                  |              |              |                     |                     |       |  |
|  |                  |                             | San Pablo Burgos   | San Pablo Burgos            | 81                          |                  |                     |                     |    |  |             |                  |                  |              |              |                     |                     |       |  |
|  | L                | Hapoel Bank Yavah Jerusalem | San Pablo Burgos   | San Pablo Burgos            | 81                          | 2                |                     |                     |    |  |             |                  |                  |              |              |                     |                     |       |  |
|  | L                | Hapoel Bank Yavah Jerusalem |                    |                             |                             |                  |                     |                     |    |  |             |                  |                  |              |              |                     |                     |       |  |
|  |                  | Peristeri                   | 0                  |                             |                             |                  |                     |                     |    |  |             |                  |                  |              |              |                     |                     |       |  |
|  |                  | Peristeri                   | 0                  | Hapoel Bank Yavah Jerusalem | Hapoel Bank Yavah Jerusalem | 65               |                     |                     |    |  |             |                  |                  | Tercer lugar | Tercer lugar | Tercer lugar        |                     |       |  |
|  |                  |                             |                    | Hapoel Bank Yavah Jerusalem | Hapoel Bank Yavah Jerusalem | 65               |                     |                     |    |  |             |                  |                  | Tercer lugar | Tercer lugar | Tercer lugar        |                     |       |  |
|  |                  |                             | San Pablo Burgos   | San Pablo Burgos            | 92                          |                  |                     |                     |    |  |             |                  |                  |              |              |                     |                     |       |  |
|  | L                | Dinamo Sassari              | San Pablo Burgos   | San Pablo Burgos            | 92                          | 0                |                     |                     |    |  |             |                  |                  | JDA Dijon    | JDA Dijon    | 70                  |                     |       |  |
|  | L                | Dinamo Sassari              |                    |                             |                             |                  |                     |                     |    |  |             |                  |                  | JDA Dijon    | JDA Dijon    | 70                  |                     |       |  |
|  |                  | San Pablo Burgos            | 2                  |                             |                             |                  |                     |                     |    |  |             |                  |                  |              |              | Casademont Zaragoza | Casademont Zaragoza | 65    |  |
|  |                  |                             |                    |                             |                             |                  |                     |                     |    |  |             |                  |                  |              |              | Casademont Zaragoza | Casademont Zaragoza | 65    |  |
|  |                  |                             |                    |                             |                             |                  |                     |                     |    |  |             |                  |                  |              |              |                     |                     |       |  |

### Octavos de final
| Equipo 1                    | Series | Equipo 2               | 1.er partido | 2.º partido | 3.er partido |
| --------------------------- | ------ | ---------------------- | ------------ | ----------- | ------------ |
| Hapoel Bank Yavah Jerusalem | 2–0    | Peristeri              | 91–78        | 79–73       | —            |
| Casademont Zaragoza         | 2–0    | Lietkabelis            | 76–67        | 90–88       | —            |
| ERA Nymburk                 | 2–0    | Teksüt Bandırma        | 92–70        | 86–72       | —            |
| Türk Telekom                | 2–0    | Beşiktaş Sompo Sigorta | 89–78        | 84–66       | —            |
| Iberostar Tenerife          | 2–1    | Filou Oostende         | 85–75        | 69–75       | 62–54        |
| Dinamo Sassari              | 0–2    | San Pablo Burgos       | 81–84        | 80–95       | —            |
| JDA Dijon                   | 2–1    | Nizhny Novgorod        | 88–73        | 79–88       | 75–67        |
| AEK Athens                  | 2–0    | Telekom Baskets Bonn   | 92–85        | 90–86       | —            |

### Final a ocho

#### Cuartos de final
| 30 de septiembre de 2020 | Hapoel Bank Yavah Jerusalem                                 | 65–92                                 | San Pablo Burgos                                            | Atenas |  |
| 17:30                    | Parciales: 15–23, 17–26, 16–28, 17–15                       | Parciales: 15–23, 17–26, 16–28, 17–15 | Parciales: 15–23, 17–26, 16–28, 17–15                       | |  |
|                          | Estadísticas Mitrovic, Pappas 13 Thomas 7 Blatt 5 Thomas 15 | Reporte Pts Reb Asts Val              | Estadísticas 18 Kravić, McFadden 10 Kravić 7 Cook 28 Kravić | Pabellón: OAKA Olympic Indoor Hall Asistencia: 0 espectadores Árbitros: Aleksandar Glišić (SRB), Ademir Zurapović (BIH), Martins Kozlovskis (LAT) |  |

| 30 de septiembre de 2020 | Türk Telekom                                       | 82–83                                 | JDA Dijon                                                      | Atenas |  |
| 20:30                    | Parciales: 24–18, 25–28, 13–19, 20–18              | Parciales: 24–18, 25–28, 13–19, 20–18 | Parciales: 24–18, 25–28, 13–19, 20–18                          | |  |
|                          | Estadísticas Wiltjer 19 Dekker 9 Ennis 11 Ennis 21 | Reporte Pts Reb Asts Val              | Estadísticas 19 Julien 7 Alingue, Chassang 6 Holston 20 Julien | Pabellón: OAKA Olympic Indoor Hall Asistencia: 0 espectadores Árbitros: Manuel Mazzoni (ITA), Saverio Lanzarini (ITA), Tomas Jasevičius (LTU) |  |

| 1 de octubre de 2020 | ERA Nymburk                                                 | 82–94                                 | AEK Athens                                                    | Atenas |  |
| 17:30                | Parciales: 23–21, 16–23, 19–25, 24–25                       | Parciales: 23–21, 16–23, 19–25, 24–25 | Parciales: 23–21, 16–23, 19–25, 24–25                         | |  |
|                      | Estadísticas Harding, Hruban 16 Dalton 9 Rupnik 5 Hruban 17 | Reporte Pts Reb Asts Val              | Estadísticas 18 Langford 6 Moreira 5 tres jugadores 16 Gkikas | Pabellón: OAKA Olympic Indoor Hall Asistencia: 0 espectadores Árbitros: Eddie Viator (FRA), Yohan Rosso (FRA), Martins Kozlovskis (LAT) |  |

| 1 de octubre de 2020 | Casademont Zaragoza                                              | 87–81                                 | Iberostar Tenerife                                                          | Atenas |  |
| 20:30                | Parciales: 20–17, 19–23, 24–16, 24–25                            | Parciales: 20–17, 19–23, 24–16, 24–25 | Parciales: 20–17, 19–23, 24–16, 24–25                                       | |  |
|                      | Estadísticas Benzing 17 Hlinason, Thompson 7 Ennis 6 Brussino 17 | Reporte Pts Reb Asts Val              | Estadísticas 22 Shermadini 8 Doornekamp, Shermadini 8 Huertas 24 Shermadini | Pabellón: OAKA Olympic Indoor Hall Asistencia: 0 espectadores Árbitros: Manuel Mazzoni (ITA), Aleksandar Glišić (SRB), Saverio Lanzarini (ITA) |  |

#### Semifinales
| 2 de octubre de 2020 | JDA Dijon                                                      | 67–81                                 | San Pablo Burgos                                             | Atenas |  |
| 17:30                | Parciales: 13–23, 17–20, 20–16, 17–22                          | Parciales: 13–23, 17–20, 20–16, 17–22 | Parciales: 13–23, 17–20, 20–16, 17–22                        | |  |
|                      | Estadísticas Julien 17 Chassang 11 Holston, Julien 5 Julien 18 | Reporte Pts Reb Asts Val              | Estadísticas 25 Benite 10 Horton 6 Kravić, Renfroe 24 Horton | Pabellón: OAKA Olympic Indoor Hall Asistencia: 0 espectadores Árbitros: Manuel Mazzoni (ITA), Ademir Zurapović (BIH), Tomas Jasevičius (LTU) |  |

| 2 de octubre de 2020 | Casademont Zaragoza                                        | 75–99                                 | AEK Athens                                                 | Atenas |  |
| 20:30                | Parciales: 15–26, 17–27, 25–30, 18–16                      | Parciales: 15–26, 17–27, 25–30, 18–16 | Parciales: 15–26, 17–27, 25–30, 18–16                      | |  |
|                      | Estadísticas Seeley 18 Brussino 9 San Miguel 6 Brussino 21 | Reporte Pts Reb Asts Val              | Estadísticas 18 Rice, Langford 9 Maciulis 8 Gkikas 22 Rice | Pabellón: OAKA Olympic Indoor Hall Asistencia: 0 espectadores Árbitros: Aleksandar Glišić (SRB), Saverio Lanzarini (ITA), Martins Kozlovskis (LAT) |  |

#### Final
| 4 de octubre de 2020 | San Pablo Burgos                                          | 85–74                                 | AEK Athens                                      | Atenas |  |
| 19:00                | Parciales: 14–24, 35–12, 19–13, 17–25                     | Parciales: 14–24, 35–12, 19–13, 17–25 | Parciales: 14–24, 35–12, 19–13, 17–25           | |  |
|                      | Estadísticas McFadden 18 Kravic 11 McFadden 5 McFadden 22 | Reporte Pts Reb Asts Val              | Estadísticas 17 Rice 7 Moreira 5 Gkikas 17 Rice | Pabellón: OAKA Olympic Indoor Hall Asistencia: 0 espectadores Árbitros: Manuel Mazzoni (ITA), Yohan Rosso (FRA), Eddie Viator (FRA) |  |

| Campeón BCL 2019-20         |
| --------------------------- |
| San Pablo Burgos 1.º título |

## Galardones
Se listan los galardones oficiales de la Liga de Campeones 2019–20. Después de cada jornada, la Liga de Campeones realiza una selección de cinco jugadores con las puntuaciones de mayor eficiencia. Luego, el sitio web oficial decide qué jugador es coronado MVP de la Jornada.

### MVP de la Jornada
Liga regular
| Jornada | Jugador          | Equipo              | Val. | Ref.   |
| ------- | ---------------- | ------------------- | ---- | ------ |
| 1       | Dyshawn Pierre   | Dinamo Sassari      | 35   | [ 13 ] |
| 2       | Adrian Banks     | Happy Casa Brindisi | 34   | [ 14 ] |
| 3       | James Feldeine   | Hapoel Jerusalem    | 27   | [ 15 ] |
| 4       | Nicolas de Jong  | Pau-Lacq-Orthez     | 30   | [ 16 ] |
| 5       | Kyle Wiltjer     | Türk Telekom        | 33   | [ 17 ] |
| 6       | Adam Smith       | PAOK                | 28   | [ 18 ] |
| 7       | Zoltán Perl      | Falco               | 26   | [ 19 ] |
| 8       | Brandon Brown    | Nizhny Novgorod     | 28   | [ 20 ] |
| 9       | Howard Sant-Roos | AEK                 | 25   | [ 21 ] |
| 10      | TaShawn Thomas   | Hapoel Jerusalem    | 32   | [ 22 ] |
| 11      | J'Covan Brown    | Hapoel Jerusalem    | 31   | [ 23 ] |
| 12      | Robin Benzing    | Casademont Zaragoza | 30   | [ 24 ] |
| 13      | TaShawn Thomas   | Hapoel Jerusalem    | 38   | [ 25 ] |
| 14      | Earl Clark       | San Pablo Burgos    | 28   | [ 26 ] |